# 柱果绿绒蒿
柱果绿绒蒿（学名：Meconopsis oliveriana）为罂粟科绿绒蒿属下的一个种。

## 扩展阅读
- 維基物種上的相關：柱果绿绒蒿